# SHOOT BOXING 2017 act.2
SHOOT BOXING 2017 act.2（シュートボクシングアクト2）は、シュートボクシングの大会の一つ。2017年4月8日、東京都文京区後楽で開催された。

## 大会概要
セミファイナルの第7試合は両者共に前年11月に開催されたS-cup2016に出場。エース鈴木博昭は1回戦でHidekiと延長戦の末勝利を得たが、左目眼窩底骨折の疑いでドクターストップとなり棄権、今回その怪我から5ヶ月ぶりの復帰戦。山口裕人は前回の敗戦の屈辱を晴らすべく、シュートボクシングのリングへ上がる。今回は鈴木の要望により、肘ありルールでの対戦で山口をKOで下した。

## 試合結果

### オープニングマッチ
第1試合 55.0kg契約　エキスパートクラス特別ルール　2分3R延長無制限R
◯  日本 笠原友希 vs.  香港 パーコ・ライ ×
1R 終了 TKO（）
第2試合 69.0kg契約　エキスパートクラス特別ルール　2分3R延長無制限R
◯  モンゴル チングン新小岩 vs.  日本 須貝秋彦 ×
1R 2hunn32秒  終了 TKO

### 本戦カード
第1試合 70.0kg契約　エキスパートクラス特別ルール　3分3R延長無制限R
◯  日本 マツシマタヨリ vs.  日本 朝倉豊樹 ×
3R 終了 判定3-0（30-28、30-28、29-28）
第2試合 フェザー級（-57.5kg）　エキスパートクラス特別ルール　3分3R延長無制限R
◯  日本 笠原弘希 vs.  日本 雄一 ×
3R 終了 判定3-0（30-26、30-27、30-27）
第3試合 スーパーフェザー級（-60kg）　エキスパートクラス特別ルール　3分3R延長無制限R
◯  日本 村田聖明 vs.  日本 照寛人 ×
3R 終了 判定3-0（30-27、30-28、30-28）
第4試合 スーパーバンタム級（-55kg）　エキスパートクラス特別ルール　3分3R延長無制限R
◯  日本 伏見和之 vs.  日本 片島聡志 ×
3R 終了 判定3-0（30-27、30-27、30-27）
第5試合 女子ミニマム級（-48kg）　エキスパートクラス特別ルール　3分3R延長無制限R
◯  日本 MIO vs.  香港 ヴィッキー・タン ×
2R 2分 終了 TKO（ドクターストップ）
第6試合 フェザー級（-57.5kg）　エキスパートクラス特別ルール　3分3R延長無制限R
◯  日本 内藤大樹 vs.  日本 元貴 ×
3R 終了 判定3-0（30-29、30-28、30-28）
第7試合 64.5kg契約　エキスパートクラスルール　3分5R延長無制限R　※ヒジあり
◯  日本 鈴木博昭 vs.  日本 山口裕人 ×
5R 2分29秒 終了 KO
第8試合 65.5kg契約　エキスパートクラスルール　3分5R延長無制限R
◯  オランダ ザカリア・ゾウガリー vs.  日本 海人 ×
5R 終了 判定2-0（49-48、48-48、49-48）